# Дзюродзин

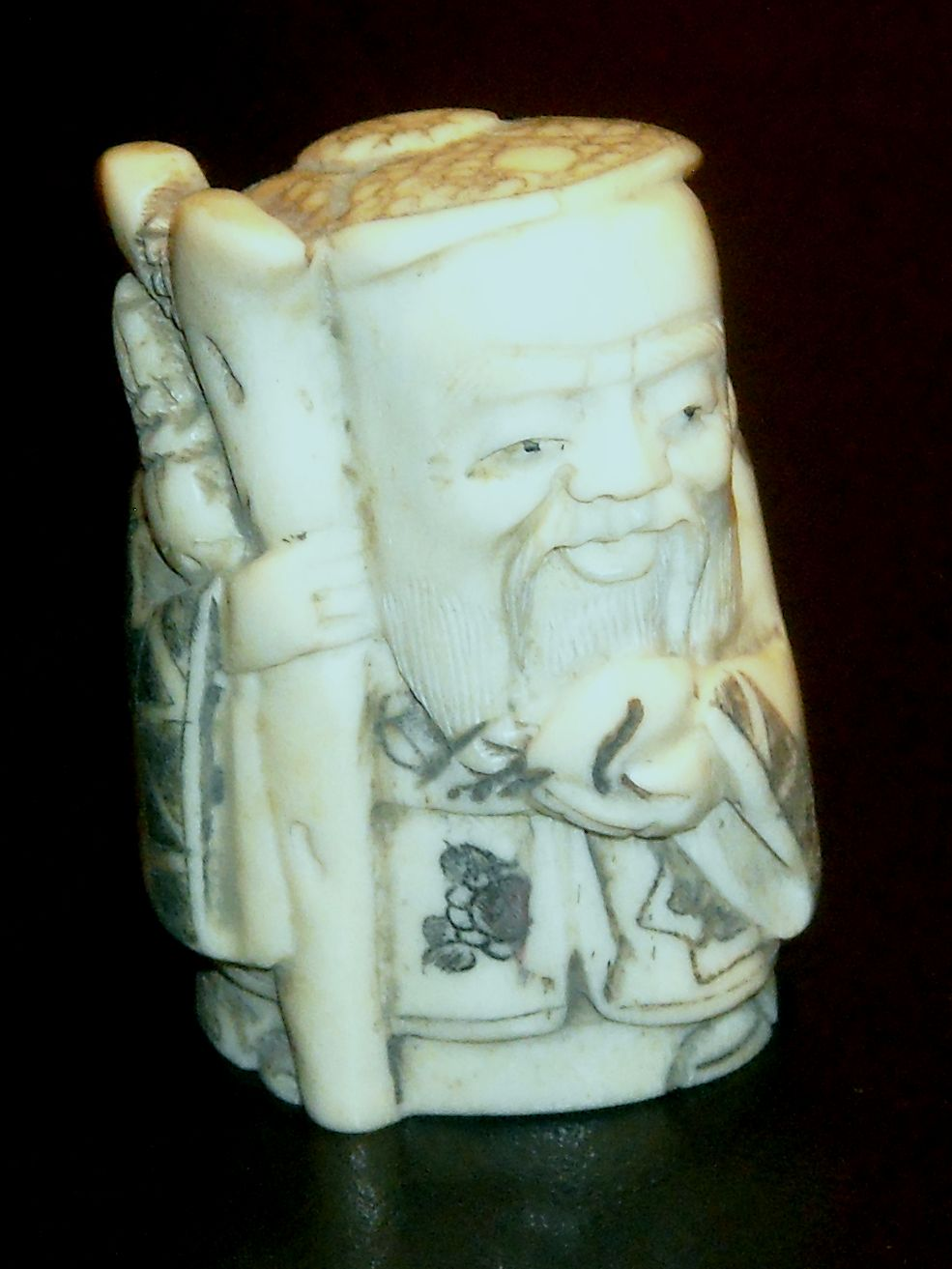
Дзюродзин. Нэцкэ. В руках держит персик, символ бессмертия

Дзюродзин (яп. 寿老人 じゅろうじん Дзюро:дзин) — ками, один из Cеми японских богов счастья. Восходит к китайскому божеству долгой жизни Шоу-сину (кит. трад. 壽星, упр. 寿星, пиньинь Shòuxīng). Считается, что его прототипом стал даосский отшельник, который согласно легенде искал эликсир бессмертия и нашел его в XI веке. Его образ отражает традиционные китайские представления о знаменитых сянях, даосских мудрецах, небожителях и бессмертных. Благодаря тому что Дзюродзин накопил огромное количество энергии ци (яп. 気 き ки; кэ), он является обладателем большого живота и заметно удлиненной головы. 

## Изображение
Обычно Дзюродзина изображают как старика с длинной белой бородой, длина которой соответствует числу прожитых им лет. В руках он держит веер и посох, к которому привязан свиток. Предполагается, что в свитке указаны сроки жизни всего сущего, по другой версии там запись всех совершенных кем-либо хороших и плохих дел, или же, по ещё одной версии, он содержит всю мудрость мира. Иногда же на посохе висит фляжка из сушёной тыквы, наполненная спиртным.   
В странствиях мудреца сопровождают журавль, черепаха и олень. Все три сопровождающих являются символами долголетия.
Часто в качестве посланника Дзюродзина выступает черный олень — одно из тотемных животных, символизирующих долголетие (наряду с черепахой и журавлем). В Китае олени олицетворяют мудрость, и чем старше они по возрасту, тем мудрость их приумножается. Понять возраст можно по цвету оленя. 1000-летний олень синий, 1500-летний — белый, а 2000-летний — чёрный. Олень помимо этого намекает на достаток, ожидающий почитающих Дзюродзина — иероглифы «олень» (鹿) и «преуспевание» (禄) звучат одинаково (кит. лу — яп. року).
Дзюродзина часто путают с Фукурокудзю, другим богом счастья. По некоторым преданиям они делят одно физическое тело на двоих, оставаясь при этом разными божествами. Часто рядом с Дзюродзин можно видеть сливовое дерево — ещё один знак долголетия.

## Происхождение
В Японии Дзюродзин весьма популярен и причислен к Семи богам счастья. По некоторым источникам, прототипом Дзюродзин, был реальный исторический персонаж, живший в конце XI  века. Он был почти в три сяку (около 180 см.) ростом и имел вытянутую голову (но не настолько вытянутую, как у Фукурокудзю). Его иногда уважительно называют Рōдзинсэйси (в Японии), отождествляя с китайским мудрецом Лао-Цзы.